# Entrama

Entrama es un grupo de música chileno que desde sus inicios en 1997 desarrolla principalmente la música instrumental, fusionando estilos como la música latinoamericana de origen folclórico (o fusión latinoamericana) con el jazz y la música docta, utilizando principalmente técnicas proposicionales derivadas de esta última. También ha sido catalogada como World Music. Según la crítica especializada, han sido denominados como músicos populares para refinados y exigentes oyentes. En su trabajo composicional e interpretativo, destaca una amplia gama de timbres sonoros que propone la creación a través de los instrumentos que interpretan: guitarra acústica, y eléctrica, chelo, charango, ronroco, tiple, bajo acústico y fretless, flauta traversa, quena, zampoña, tarka, acordeón, piano, batería, didyeridú, Cajón Peruano, Yembé, congas, udu y otras percusiones del mundo.
La agrupación se destaca por que tanto sus miembros fundadores; Juan Antonio Sánchez, Rodrigo Durán, Ítalo Pedrotti, Pedro Suau, Pedro Melo, y Manuel Meriño, como los que se integraron con el tiempo; Carlos Basilio, Daniel Delgado, Marcelo Arenas, Guillermo Correa y Sebastián Iglesias son eximios multinstrumentistas y compositores.

## Trayectoria

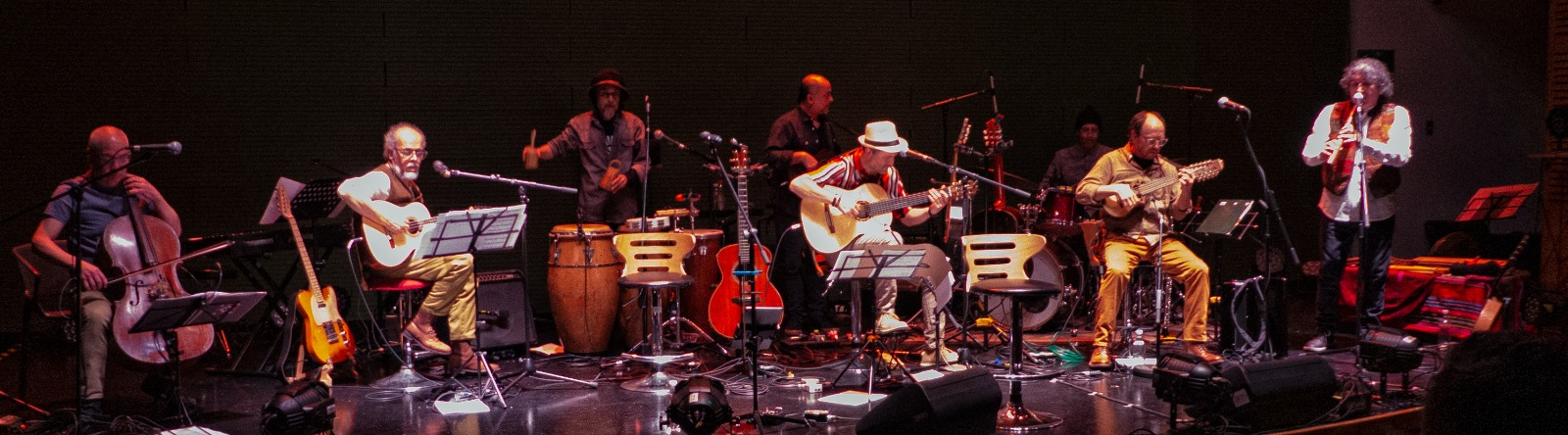
Entrama en la sala SCD Plaza Egaña en 2024

En octubre de 1997 realiza su primer concierto en el Teatro Universidad de Chile. Luego el sello Mundo Vivo propone la grabación del primer álbum, proyecto que se concreta en marzo del 98 y en el que participan importantes músicos del medio nacional, como Horacio Durán (Inti Illimani), Antonio Restucci, Joe Vasconcellos y Claudio Araya.
El año 1998 culmina con tres importantes reconocimientos: La Sociedad Chilena del Derecho de Autor otorga a Entrama el premio -hoy reconocido como Altazor- a la interpretación como Mejor Grupo en el género Jazz Fusión; y en el mismo género, dos de sus integrantes: Juan Antonio Sánchez y Manuel Meriño, son premiados como el mejor compositor y mejor intérprete de guitarra acústica, respectivamente.
En 1999 Entrama compone la música incidental para el documental sobre la obra del pintor chileno Roberto Matta, titulada "Un siglo de mente", entrevista que fue realizada por el destacado intelectual chileno Volodia Teitelboim. En 2001 obtiene un premio Fondart (Fondo de Desarrollo de la Cultura y las Artes) para financiar la producción de su segundo material discográfico y así se origina Centro, álbum que se mantiene en la misma línea instrumental que los caracteriza.
Durante 2003 realizan un Concierto con la Orquesta Sinfónica de la Universidad de Concepción, donde presentan arreglos orquestales de composiciones pertenecientes a sus dos trabajos discográficos anteriores: Entrama y Centro. Esta experiencia dio origen a su tercera producción discográfica titulada "Simbólico", editada en abril de 2005 gracias al apoyo de Fondart y que constituye un momento importante para el desarrollo musical para la agrupación ya que propone un nuevo formato que potencia las posibilidades sonoras del grupo al insertarse en un contexto sinfónico. 
Han colaborado con la destacada cantautora de fusión latinoamericana Francesca Ancarola.
En mayo de 2012 presentan su cuarto álbum 'Año Luz', luego de siete años sin un producir un disco. El álbum contiene dos canciones, abriendo la puerta a voces con letras. Además, destaca el mayor uso del piano en relación con los álbumes anteriores. La experiencia de escritura de canciones por primera vez  apareció como horizonte, en cumbias como "La vida nos dirá cuándo", de Pedro Melo, o "Amor no correspondido", de Guillermo Correa, que estaba basada en un poema de Nicanor Parra. En 2015, Pedro Melo, quien había sido determinante en el largo período inicial de trabajo del grupo, siguió adelante como músico fuera de Entrama y coincidió con la reaparición del guitarrista, compositor y parte del elenco fundador en 1997; Juan Antonio "Chicoria" Sánchez.
En 2022 lanzan el álbum doble  “El Fuego de la Memoria”. Esta producción reúne composiciones inéditas desde principios de su trayectoria hasta la actualidad, refrescando su sonido con la integración de nuevos instrumentos, ideas y sonoridades. El estallido social y la pandemia tuvieron una importante influencia en este álbum, por su carácter instrumental, se desenvuelven en el terreno de lo onírico y de la poesía melódica, son la memoria, el pensamiento en espiral, el despertar social, nuestras raíces y los pueblos originarios. ‘El Fuego de la Memoria’ es una mirada al futuro con la memoria latente y la emoción de nuestro presente. R. Durán.
El disco presentado en dos volúmenes que reúne 12 instrumentales, dos canciones, y un arreglo (El pueblo unido jamás será vencido).Fue realizado en el Estudio Madreselva, en Santiago de Chile y sus grabaciones estuvieron a cargo de Alfonso Pérez y José Manuel Herrera, mientras que la edición, mezcla y master fue realizada por Alfonso Pérez. El diseño e ilustraciones del arte de portada fueron creadas por Daniel Delgado. El fuego de la memoria incluyó piezas camerísticas de larga extensión ("Almalidia"), dúos instrumentales ("El fuego de la memoria"),  huaynos ("Cerro colorado"), canciones latinas ("Se zafaron") y cuecas experimentales ("En dos cristales").

## Influencias y estilo
Entre sus principales influencias se encuentran Egberto Gismonti, Hermeto Pascoal, Astor Piazzolla, Flairck, Ralph Towner, Pat Metheny, Paco de Lucía, Dino Saluzzi, Gurrufío, Editus, Latinomúsicaviva, Horacio Salinas, Tilo González, Roberto Márquez, Antonio Restucci, Luis Advis, Heitor Villalobos, Antonio Lauro, Leo Brouwer, Bach, Satie, Ravel, Stravinsky, Los Beatles, Violeta Parra, Víctor Jara, Chico Buarque, Caetano Veloso, Sting, Jacques Morelembaum, y muchos más.
Dentro del contexto chileno son parte de la tradición muy propia de la Nueva Canción Chilena, del Canto Nuevo y de la Fusión latinoamericana: la de conjuntos instrumentales numerosos como Inti Illimani, Quilapayún, Illapu, Congreso, Fulano, Santiago del Nuevo Extremo, Barroco Andino, Napalé, Ortiga, La Hebra, Huara, Aranto, Huaika, y los más recientes Merkén, Dakel y Ajayu.

## Integrantes

### Actuales
- Pedro Suau, (1997 - ) dirección, quena, flauta traversa, zampoña y tarka.
- Juan Antonio Sánchez (1997-2001, 2017- ) guitarra, charango, flauta traversa, acordeón
- Rodrigo Durán, (1997 - ) chelo.
- Daniel Delgado, (1998 - ) guitarra, teclado y acordeón.
- Guillermo Correa, (2001 - ) guitarra, mandolina, tiple.
- Sebastián Iglesias, (2001 - ) bajo acústico y fretless.
- Carlos Basilio, (1997 - ) percusión.
- Marcelo Arenas, (2000 - ) batería.

### Históricos
- Manuel Meriño, (1997 - 2001) guitarra.
- Ítalo Pedrotti, (1997 - 2006) charango.
- Pedro Melo, (1997 - 2014) bajo, flauta, teclado.

## Discografía
- Entrama (Mundovivo 1998),
- Centro (Prod. Independiente 2001)
- Simbólico (Mundovivo 2005).
- Año Luz (2012).
- El fuego de la memoria Vol. I (2022)
- El fuego de la memoria Vol. II (2022)